# 上九一色村
上九一色村（日语：／ Kamikuishiki mura */?）是日本山梨縣南部西八代郡一個已經撤銷的村，2006年3月1日北部編入甲府市，南部編入富士河口湖町。

## 地理
毗鄰東八代郡的中道町和芦川村、西八代郡的市川三鄉町、南巨摩郡的身延町、南都留郡的富士河口湖町和鳴澤村、静岡縣的富士宮市。富士五湖中的精進湖和本栖湖都在轄區中。村東有青木原樹海，在富士河口湖町和鳴澤村之間，從村南延伸到富士宮市。村域被御坂山地分為南北，北側是海拔500米左右的富士川的支流蘆川沿岸的山村，南側是海拔900～1000米左右的高原地區。東西長9.22公里，南北長16.89公里，總面積86.48平方公里。

## 歷史
中世連結甲斐和駿河間的中道往還通過此地，名為九一色眾的在鄉武士團居住在此，因戰功得到武田氏給予諸役免除的朱印狀。武田氏滅亡後，德川家康受到九一色眾的協助，經此道路進入甲斐。故諸役免除的特權也獲得家康的朱印狀承認，並在江戶時代帶來商業上的利益。
- 1874年（明治7年）11月，八代郡的古關村、梯村、精進村、本栖村、折門村、八坂村、下芦川村、三帳村、高萩村、垈村、中山村、畑熊村合併為九一色村。[6]
- 1878年（明治11年）7月22日，實行郡区町村編制法，九一色村隸屬於西八代郡。[6]
- 1889年（明治22年）7月1日，實施町村制，1874年11月合併以前的古關村、梯村、精進村、本栖村析置上九一色村，折門村、八坂村、下芦川村、三帳村、高萩村、垈村、中山村、畑熊村設下九一色村。[6]
- 1957年（昭和32年），上記大字改名富士之嶺。[6]
- 2006年（平成18年）3月1日，上九一色村拆分，北部的梯和古關地區劃入甲府市，南部的精進、本栖和富士之嶺編入南都留郡的富士河口湖町。[6]

## 交通
村里沒有鐵路，最近的車站是身延線的下部溫泉站和富士急行線的河口湖站。在村南部經過的國道139号連接富士吉田和富士宮，在精進地區分支的國道358和在本棲分支的國道300号連接甲府。連接村南南北的358號國道曾是1973年開通的“甲府商事收費公路”，1994年改為免費公路。隨著橫跨青木原樹海的139號國道的開通，前往富士吉田市的交通便利性大大提高，現在有連接本栖湖和新宿高速巴士總站的高速巴士。

## 產業
村內大部分為林地，過去主要以木炭生產為主，戰後以林木開發利用為主，改種植香菇、滑菇，開始種植高原蔬菜。在二戰後開墾的富士之嶺地區建有大規模的牧場，放牧奶牛和肉牛。近年來工業品增長主要集中在紡織和精密機械等。精進湖北岸的国道139号沿線全部改為民宿村。由上九一色地区採收的青大豆作為原料製成的味噌在甲府地區非常有名。

## 事件

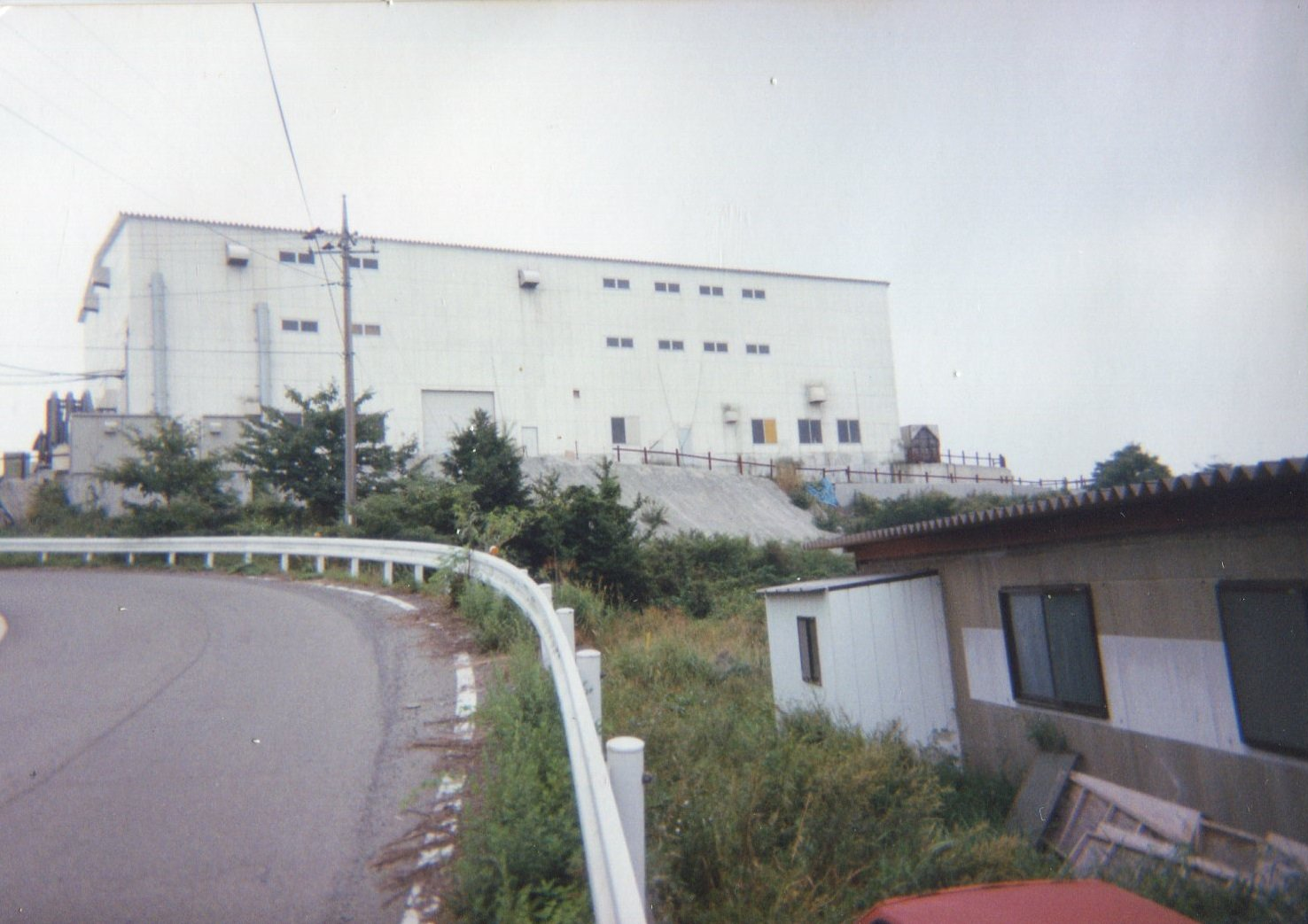
上九一色村的奥姆真理教設施

奧姆真理教於1989年在富士之嶺地区購買土地，並建造了許多居住的設施。東京地鐵沙林毒氣事件發生兩天后的1995年3月22日，警視廳對上九一色村進行了強制調查，麻原彰晃於同年5月16日在村中被捕，奧姆真理教的建築也被拆毀，警視廳和山梨縣警察局出動了數百名身著自衛隊出借的迷彩服的警察，許多媒體報導組也駐守現場。由於擔心麻原使用毒氣，陸上自衛隊防化隊也出動，上九一色村也因此被媒體稱為“奧姆村”。之後為了從負面形像中恢復過來，主題公園“富士格列佛王國”於1997年開放，但由於經營困難，於2001年關閉。